# Helge Ahlberg
Helge Ahlberg (ur. 25 września 1904, zm. w sierpniu 1969) – szwedzki bokser kategorii półśredniej, medalista mistrzostw Europy. 
W Mistrzostwach Europy 1925 w Sztokholmie zdobył  srebrny medal w wadze półśredniej.